# Resolutie 502 Veiligheidsraad Verenigde Naties
Resolutie 502 van de Veiligheidsraad van de Verenigde Naties werd op 3 april 1982 aangenomen. Tien leden van de Raad stemden voor de resolutie, Panama stemde tegen en de Volksrepubliek China, Polen, Spanje en de Sovjet-Unie onthielden zich.

## Achtergrond
De Falklandeilanden liggen voor de Argentijnse kust, maar behoren geografisch tot het Verenigd Koninkrijk. In 1976 kwam er in Argentinië een junta aan de macht die in 1982 besloot tot een invasie van de Falklandeilanden, denkende dat het Verenigd Koninkrijk niet in staat zou zijn om te reageren. De invasie van de eilanden vond plaats op 2 april waarna de Britten toch oorlogsschepen, vliegtuigen en troepen uitstuurden die de eilanden tegen midden juni heroverden.

## Inhoud
De Veiligheidsraad:
- Herinnert aan de verklaring van zijn voorzitter die Argentinië en het Verenigd Koninkrijk opriep geen geweld te gebruiken nabij de Falklandeilanden.
- Is diep bezorgd over de gerapporteerde invasie door het Argentijns leger op 2 april.
- Stelt vast dat de vrede in de regio van de Falklandeilanden verbroken is.

1. Eist dat de vijandelijkheden onmiddellijk stoppen.
2. Eist dat het Argentijns leger zich onmiddellijk terugtrekt.
3. Roept Argentinië en het Verenigd Koninkrijk op een diplomatieke oplossing te zoeken voor hun geschil en het Handvest van de Verenigde Naties te respecteren.

## Verwante resoluties
- Resolutie 505 Veiligheidsraad Verenigde Naties

Lijst ·  500 ·  501 ·  502 ·  503 ·  504 ·  505 ·  506 ·  507 ·  508 ·  509 ·  510 ·  511 ·  512 ·  513 ·  514 ·  515 ·  516 ·  517 ·  518 ·  519 ·  520 ·  521 ·  522 ·  523 ·  524 ·  525 ·  526 ·  527 ·  528